# Eranthis albiflora
Eranthis albiflora, jedna od najnepoznatijih vrsta u rodu ozimica. Obično raste po travnjacima, rubovima šuma i alpskim livadama. Prvi puta opisao ju je Adrien Franchet 1885. godine iz materijala koji je u ožujku 1869. prikupio Armand David tijekom boravka u Moupingu (današnji Baoxing) u zapadnom Sichuanu, Kina. Zapanjujuća je činjenica da se čini da je zbirka iz 1869. jedini zapis te vrste u sljedećih 117 godina. Sljedeći uzorak u Pekingu sakupila je 1986. godine kineska ekspedicija Sveučilišta Tohoku. Zbirka iz 1986. omogućila je popunjavanje podataka o gomolju koji nedostaje kod Franchetija 1885 i FRPS-a (Flora Republicae Popularis Sinicae) 1979.
E. albiflora je trajnica s gomoljem i pet do šest zalistaka ili brakteja. U ožujku se pojavljuju sitni cvjetovi (promjera oko 15 mm). Cvijet ima 10 prašnika. U proljeće se pojavi 4 do 5 čahura, svaka s 3 do 4 sjemenke.

## Sinonimi
- Shibateranthis albiflora (Franch.) Nakai